# Coppa del Mondo di slittino 2004
La Coppa del Mondo di slittino 2003/04, ventisettesima edizione della manifestazione organizzata dalla Federazione Internazionale Slittino, ebbe inizio il 10 novembre 2003 a Sigulda, in Lettonia, e si concluse il 1º febbraio 2004 a Königssee, in Germania. Furono disputate ventotto gare, otto nel singolo uomini, nel singolo donne e nel doppio e quattro nella gara a squadre in otto differenti località. Nel corso della stagione si tennero anche i Campionati mondiali di slittino 2004 a Nagano, in Giappone, ed i Campionati europei di slittino 2004 a Oberhof, in Germania, competizioni non valide ai fini della Coppa del Mondo, eccezion fatta per la gara a squadre dei mondiali, il cui risultato è stato utilizzato per stilare la classifica della Coppa.
Le coppe di cristallo, trofeo conferito ai vincitori del circuito, furono assegnate all'italiano Armin Zöggeler per quanto concerne la classifica del singolo uomini, la tedesca Sylke Otto conquistò il trofeo del singolo donne, la coppia teutonica formata da Patric Leitner e Alexander Resch si aggiudicò la vittoria del doppio e la Germania primeggiò nella classifica della gara a squadre.

## Risultati
| Data                        | Località    | Nazione     | Specialità       | Primi classificati                                                   | Secondi classificati                                                                         | Terzi classificati                                                                           |
| --------------------------- | ----------- | ----------- | ---------------- | -------------------------------------------------------------------- | -------------------------------------------------------------------------------------------- | -------------------------------------------------------------------------------------------- |
| 10-16 novembre 2003         | Sigulda     | Lettonia    | Donne – Singolo  | Silke Kraushaar Germania                                             | Sylke Otto Germania                                                                          | Veronika Halder Austria                                                                      |
| 10-16 novembre 2003         | Sigulda     | Lettonia    | Uomini – Singolo | Armin Zöggeler Italia                                                | Rainer Margreiter Austria                                                                    | Markus Kleinheinz Austria                                                                    |
| 10-16 novembre 2003         | Sigulda     | Lettonia    | Uomini – Doppio  | Andreas Linger Wolfgang Linger Austria                               | Christian Oberstolz Patrick Gruber Italia                                                    | Tobias Schiegl Markus Schiegl Austria                                                        |
| 10-16 novembre 2003         | Sigulda     | Lettonia    | Gara a squadre   | Germania Jan Eichhorn Sylke Otto Patric Leitner Alexander Resch      | Italia Armin Zöggeler Anastasia Oberstolz-Antonova Gerhard Plankensteiner Oswald Haselrieder | Austria Martin Abentung Sonja Manzenreiter Tobias Schiegl Markus Schiegl                     |
| 17-23 novembre 2003         | Altenberg   | Germania    | Donne – Singolo  | Silke Kraushaar Germania                                             | Sylke Otto Germania                                                                          | Barbara Niedernhuber Germania                                                                |
| 17-23 novembre 2003         | Altenberg   | Germania    | Uomini – Singolo | Armin Zöggeler Italia                                                | Markus Kleinheinz Austria                                                                    | Tony Benshoof Stati Uniti                                                                    |
| 17-23 novembre 2003         | Altenberg   | Germania    | Uomini – Doppio  | Andreas Linger Wolfgang Linger Austria                               | Patric Leitner Alexander Resch Germania                                                      | André Florschütz Torsten Wustlich Germania                                                   |
| 5-7 dicembre 2003           | Calgary     | Canada      | Donne – Singolo  | Sylke Otto Germania                                                  | Barbara Niedernhuber Germania                                                                | Veronika Halder Austria                                                                      |
| 5-7 dicembre 2003           | Calgary     | Canada      | Uomini – Singolo | David Möller Germania                                                | Armin Zöggeler Italia                                                                        | Tony Benshoof Stati Uniti                                                                    |
| 5-7 dicembre 2003           | Calgary     | Canada      | Uomini – Doppio  | André Florschütz Torsten Wustlich Germania                           | Patric Leitner Alexander Resch Germania                                                      | Christian Oberstolz Patrick Gruber Italia                                                    |
| 5-7 dicembre 2003           | Calgary     | Canada      | Gara a squadre   | Germania Silke Kraushaar Jan Eichhorn Patric Leitner Alexander Resch | Austria Veronika Halder Markus Kleinheinz Andreas Linger Wolfgang Linger                     | Italia Anastasia Oberstolz-Antonova Armin Zöggeler Gerhard Plankensteiner Oswald Haselrieder |
| 13-14 dicembre 2003         | Park City   | Stati Uniti | Donne – Singolo  | Silke Kraushaar Germania                                             | Sylke Otto Germania                                                                          | Barbara Niedernhuber Germania                                                                |
| 13-14 dicembre 2003         | Park City   | Stati Uniti | Uomini – Singolo | Reinhold Rainer Italia                                               | Denis Geppert Germania                                                                       | Tony Benshoof Stati Uniti                                                                    |
| 13-14 dicembre 2003         | Park City   | Stati Uniti | Uomini – Doppio  | Mark Grimmette Brian Martin Stati Uniti                              | Patric Leitner Alexander Resch Germania                                                      | André Florschütz Torsten Wustlich Germania                                                   |
| 15-21 dicembre 2003         | Lake Placid | Stati Uniti | Donne – Singolo  | Sylke Otto Germania                                                  | Silke Kraushaar Germania                                                                     | Barbara Niedernhuber Germania                                                                |
| 15-21 dicembre 2003         | Lake Placid | Stati Uniti | Uomini – Singolo | Armin Zöggeler Italia                                                | Georg Hackl Germania                                                                         | David Möller Germania                                                                        |
| 15-21 dicembre 2003         | Lake Placid | Stati Uniti | Uomini – Doppio  | Christian Oberstolz Patrick Gruber Italia                            | Sebastian Schmidt André Forker Germania                                                      | André Florschütz Torsten Wustlich Germania                                                   |
| 15-21 dicembre 2003         | Lake Placid | Stati Uniti | Gara a squadre   | Germania David Möller Sylke Otto Patric Leitner Alexander Resch      | Italia Armin Zöggeler Anastasia Oberstolz-Antonova Christian Oberstolz Patrick Gruber        | Stati Uniti Tony Benshoof Courtney Zablocki Christian Niccum Brian Wohlleb                   |
| 12-18 gennaio 2004          | Winterberg  | Germania    | Donne – Singolo  | Sylke Otto Germania                                                  | Silke Kraushaar Germania                                                                     | Barbara Niedernhuber Germania                                                                |
| 12-18 gennaio 2004          | Winterberg  | Germania    | Uomini – Singolo | Georg Hackl Germania                                                 | David Möller Germania                                                                        | Armin Zöggeler Italia                                                                        |
| 12-18 gennaio 2004          | Winterberg  | Germania    | Uomini – Doppio  | André Florschütz Torsten Wustlich Germania                           | Patric Leitner Alexander Resch Germania                                                      | Gerhard Plankensteiner Oswald Haselrieder Italia                                             |
| 19-25 gennaio 2004          | Igls        | Austria     | Donne – Singolo  | Sylke Otto Germania                                                  | Tatjana Hüfner Germania                                                                      | Silke Kraushaar Germania                                                                     |
| 19-25 gennaio 2004          | Igls        | Austria     | Uomini – Singolo | Georg Hackl Germania                                                 | Armin Zöggeler Italia                                                                        | David Möller Germania                                                                        |
| 19-25 gennaio 2004          | Igls        | Austria     | Uomini – Doppio  | Patric Leitner Alexander Resch Germania                              | Tobias Schiegl Markus Schiegl Austria                                                        | André Florschütz Torsten Wustlich Germania                                                   |
| 19-25 gennaio 2004          | Igls        | Austria     | Gara a squadre   | Germania David Möller Sylke Otto André Florschütz Torsten Wustlich   | Austria Sonja Manzenreiter Markus Kleinheinz Tobias Schiegl Markus Schiegl                   | Stati Uniti Ashley Hayden Tony Benshoof Mark Grimmette Brian Martin                          |
| 31 gennaio-1º febbraio 2004 | Königssee   | Germania    | Donne – Singolo  | Sylke Otto Germania                                                  | Silke Kraushaar Germania                                                                     | Barbara Niedernhuber Germania                                                                |
| 31 gennaio-1º febbraio 2004 | Königssee   | Germania    | Uomini – Singolo | Armin Zöggeler Italia                                                | Georg Hackl Germania                                                                         | David Möller Germania                                                                        |
| 31 gennaio-1º febbraio 2004 | Königssee   | Germania    | Uomini – Doppio  | Patric Leitner Alexander Resch Germania                              | André Florschütz Torsten Wustlich Germania                                                   | Mark Grimmette Brian Martin Stati Uniti                                                      |

## Classifiche

### Singolo uomini
| Pos. | Nome              | Nazione     | SIG | ALT | CAL | PAC | LAP | WIN | IGL | KÖN | Totale |
| ---- | ----------------- | ----------- | --- | --- | --- | --- | --- | --- | --- | --- | ------ |
| 1    | Armin Zöggeler    | Italia      | 1   | 1   | 2   | 7   | 1   | 3   | 2   | 1   | 686    |
| 2    | Georg Hackl       | Germania    | 9   | 10  | 4   | 5   | 2   | 1   | 1   | 2   | 560    |
| 3    | David Möller      | Germania    | 4   | 15  | 1   | 4   | 3   | 2   | 3   | 3   | 541    |
| 4    | Tony Benshoof     | Stati Uniti | 8   | 3   | 3   | 3   | 4   | 8   | 4   | 4   | 474    |
| 5    | Markus Kleinheinz | Austria     | 3   | 2   | 9   | 6   | 5   | 6   | 12  | 5   | 436    |
| 6    | Reinhold Rainer   | Italia      | 7   | 13  | 20  | 1   | 7   | 4   | 5   | 10  | 394    |
| 7    | Denis Geppert     | Germania    | 12  | 6   | 7   | 2   | 9   | 11  | 6   | 8   | 378    |
| 8    | Rainer Margreiter | Austria     | 2   | 4   | 8   | 9   | 8   | 13  | 10  | 9   | 373    |
| 9    | Albert Demčenko   | Russia      | 6   | 7   | 5   | 8   | 10  | 12  | 11  | 6   | 345    |
| 10   | Wilfried Huber    | Italia      | 11  | 9   | 19  | 10  | 10  | 24  | 8   | 7   | 272    |

### Singolo donne
| Pos. | Nome                         | Nazione     | SIG | ALT | CAL | PAC | LAP | WIN | IGL | KÖN | Totale |
| ---- | ---------------------------- | ----------- | --- | --- | --- | --- | --- | --- | --- | --- | ------ |
| 1    | Sylke Otto                   | Germania    | 2   | 2   | 1   | 2   | 1   | 1   | 1   | 1   | 755    |
| 2    | Silke Kraushaar              | Germania    | 1   | 1   | 8   | 1   | 2   | 2   | 3   | 2   | 667    |
| 3    | Barbara Niedernhuber         | Germania    | –   | 3   | 2   | 3   | 3   | 3   | 5   | 3   | 490    |
| 4    | Sonja Manzenreiter           | Austria     | 5   | 5   | 4   | 7   | 6   | 5   | 4   | 5   | 436    |
| 5    | Veronika Halder              | Austria     | 3   | 11  | 3   | 12  | 4   | 8   | 10  | 7   | 390    |
| 6    | Anna Orlova                  | Lettonia    | 4   | 8   | 4   | 9   | 16  | 4   | 7   | 8   | 374    |
| 7    | Anastasia Oberstolz-Antonova | Italia      | 10  | 10  | 6   | 11  | 7   | 17  | 11  | 11  | 294    |
| 8    | Ashley Hayden                | Stati Uniti | 11  | –   | 9   | 5   | 12  | 9   | 8   | 13  | 271    |
| 9    | Nina Reithmayer              | Austria     | 8   | 6   | 11  | 10  | 13  | 10  | 9   | –   | 267    |
| 10   | Anke Wischnewski             | Germania    | 6   | 4   | 10  | 4   | 5   | –   | –   | –   | 261    |

### Doppio
| Pos. | Nome                                      | Nazione     | SIG | ALT | CAL | PAC | LAP | WIN | IGL | KÖN | Totale |
| ---- | ----------------------------------------- | ----------- | --- | --- | --- | --- | --- | --- | --- | --- | ------ |
| 1    | Patric Leitner Alexander Resch            | Germania    | 7   | 2   | 2   | 2   | 8   | 2   | 1   | 1   | 628    |
| 2    | André Florschütz Torsten Wustlich         | Germania    | 11  | 3   | 1   | 3   | 3   | 1   | 3   | 2   | 599    |
| 3    | Christian Oberstolz Patrick Gruber        | Italia      | 2   | 4   | 3   | 4   | 1   | 5   | 4   | 4   | 550    |
| 4    | Andreas Linger Wolfgang Linger            | Austria     | 1   | 1   | 5   | 9   | 6   | 9   | 7   | 6   | 479    |
| 5    | Gerhard Plankensteiner Oswald Haselrieder | Italia      | 4   | 7   | 4   | 5   | 5   | 3   | 5   | 7   | 447    |
| 6    | Tobias Schiegl Markus Schiegl             | Austria     | 3   | 6   | 9   | 7   | 9   | 4   | 2   | 5   | 444    |
| 7    | Grant Albrecht Eric Pothier               | Canada      | 10  | 12  | 13  | 8   | 10  | 8   | 9   | 10  | 293    |
| 8    | Sebastian Schmidt André Forker            | Germania    | 5   | 5   | 6   | 10  | 2   | –   | –   | –   | 281    |
| 9    | Michail Kuzmič Jurij Veselov              | Russia      | 15  | 10  | 11  | 13  | 12  | 12  | 10  | 11  | 260    |
| 10   | Mark Grimmette Brian Martin               | Stati Uniti | –   | –   | –   | 1   | 11  | DNF | 6   | 3   | 254    |

### Gara a squadre
| Pos. | Nazione     | SIG | CAL | LAP | IGL | NAG | Totale |
| ---- | ----------- | --- | --- | --- | --- | --- | ------ |
| 1    | Germania    | 1   | 1   | 1   | 1   | 1   | 500    |
| 2    | Italia      | 2   | 3   | 2   | 4   | 3   | 370    |
| 3    | Austria     | 3   | 2   | 5   | 2   | 4   | 355    |
| 4    | Stati Uniti | 7   | 6   | 3   | 3   | 2   | 321    |
| 5    | Canada      | 5   | 4   | 4   | 5   | 7   | 276    |
| 6    | Russia      | 6   | 5   | 6   | 6   | 8   | 247    |
| 7    | Romania     | 12  | 7   | 7   | DNF | 11  | 158    |
| 8    | Lettonia    | 4   | –   | –   | –   | 6   | 110    |
| 9    | Slovacchia  | 11  | –   | –   | –   | 5   | 89     |
| 10   | Polonia     | 8   | –   | –   | 7   | –   | 88     |